# Општина Марибор
Градска општина Марибор (словен. Maribor) је највећа и најважнија општина Подравске регије и државе Словеније. Седиште општине је истоимени град и други по величини и важности град у држави, Марибор.

## Природне одлике
Рељеф: Општина Марибор налази се у северном делу државе, у области словеначке Штајерске. Општина је погранична према Аустрији на северозападу. Највећу важност има раничарско подручје у долини Драве на југу и и југоистоку. Северни део општине је брдског карактера - Словенске Горице. Крајњи запад општине је планински - југозападно се издиже Похорје, а северозападно Козјак.
Клима: У општини влада умерено континентална клима.
Воде: Највећи водоток у општини је река Драва. Сви остали водотоци су мањи и њене су притоке. Значајан је поток Песница у северном делу општине.

## Становништво
Општина Марибор је друга најгушће насељена општина у држави, одмах после љубљанске.
У граду Марибору данас живи око 100.000 становника, а са предграђима око 150.000 становника. Од тога Словенци чине око 90%, а остале народности из бивше Југославије око 10%.

## Насеља општине
| - Брестерница - Винарје - Водоле - Врхов Дол - Гај над Марибором - Грушова - Догоше - За Калваријо | - Згорњи Слемен - Зрковци - Јеловец - Камница - Лазница - Лимбуш - Малечник - Марибор | - Мељски Хриб - Метава - Небова - Пекел - Пекре - Почехова - Развање - Рибнишко Село | - Рошпох - Руперче - Средње - Трчова - Храстје - Хренца - Целестрина - Шобер |  |

## Градске четрвти
| - Корошка Врата - Центер - Иван Цанкар - Студенци - Магдалена - Табор | - Нова Вас - Тезно - Побрежје - Брезје-Догоше-Зрковци - Радвање |  |